# Sonchus leptocephalus
Sonchus leptocephalus es una especie de planta herbácea perteneciente a la familia de las asteráceas. Denominada antiguamente Taeckholmia pinnata (L.f.) Boulos 1967, es un endemismo de las islas centrales canarias y de Fuerteventura. 

## Descripción
Dentro del género, pertenece al grupo de especies con capítulos de hasta 3 milímetros, con hojas péndulas que están formadas por varios pares de lóbulos foliares. La especie se diferencia porque dichos lóbulos foliares son planos. Se conoce como balillo.

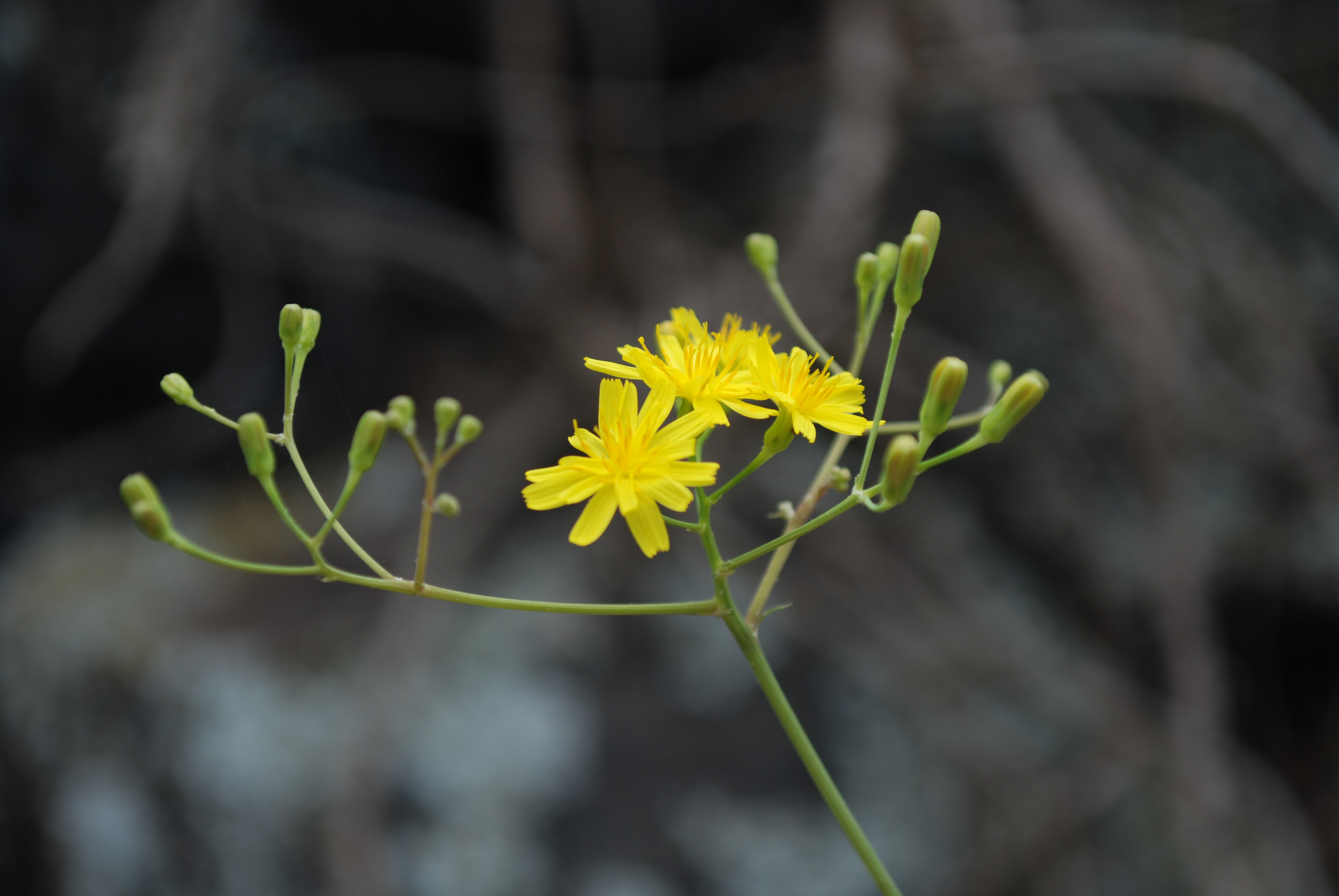
Detalle de la inflorescencia del balillo (Sonchus leptocephalus)

## Taxonomía
Sonchus leptocephalus fue descrita por Alexandre Henri Gabriel de Cassini y publicado en Dictionnaire des Sciences Naturelles [Second edition] 43: 281. 1826.
Etimología
Sonchus: latinización del griego sonchos, que es el nombre de una planta que se parece a los cardos.
pinnatus: es un epíteto latino que significa pinnado, aludiendo al tipo de hojas compuestas de esta planta.
Sinonimia
- Prenanthes pinnata L.f. (1782)
- Atalanthus pinnatus (L.f.) Don (1829)[3]
- Chondrilla pinnata (L.f.) Lam.
- Taeckholmia pinnata (L.f.) Boulos[4]